# Жилябин, Василий Тимофеевич
Василий Тимофеевич Жилябин (12 января 1930 — 1 февраля 2019) — передовик советской угольной промышленности, бригадир горнорабочих очистного забоя шахты «Кява-2» треста «Эстонсланец» Министерства угольной промышленности СССР, Эстонская ССР, Герой Социалистического Труда (1966).

## Биография
Родился 12 января 1930 году в деревне Слободка Должанского района Центрально-Чернозёмной области в русской крестьянской семье. В начале Великой Отечественной войны семья осталась без отца. Василий был старшим ребёнком, которому пришлось устроиться работать, чтобы помочь матери. Трудился с утра до позднего вечера в соседнем хозяйстве, брался за любую работу: пахал землю на волах и сеял, косил, убирал сено, скирдовал снопы. 
В 1946 году, уже после войны, он уехал на заработки в город Кохтла-Ярве Эстонской ССР (ныне – Эстония) и трудоустроился горнорабочим на сланцевую шахту треста «Эстонсланец». Вручную, при помощи кирки и лопаты, принимал участие в добыче сланца. Порода шла в качестве топлива для котлов самой крупной электростанции Эстонии.
Очень быстро за самоотверженный труд был назначен бригадиром комсомольско-молодёжной бригады горнорабочих очистного забоя шахты «Кява-2», состоящая из 45 горняков. Был инициатором и организатором социалистического соревнования. Повысил производительность до 110–112 тонн сланца в день. Каждый рабочий в его бригаде за смену перемещал в среднем 42 тонны породы. На этом предприятии отработал горнорабочим 25 лет, вручную добыл более 200 тысяч тонн сланца.
За выдающиеся заслуги в выполнении заданий семилетнего плана по развитию угольной и сланцевой промышленности и достижение высоких технико-экономических показателей в работе Указом Президиума Верховного Совета СССР от 29 июня 1966 года Василию Тимофеевичу Жилябину присвоено звание Героя Социалистического Труда с вручением ордена Ленина и золотой медали «Серп и Молот».
Проработав 42 года на Эстонской шахте ушёл на заслуженный отдых. Избирался депутатом Верховного Совета Эстонской ССР.
В 1996 году возвратился в Россию и стал проживать в городе Ливны Орловской области. Умер 1 февраля 2019 года.

## Награды
За трудовые успехи удостоен:
- золотая звезда «Серп и Молот» (29.06.1966)
- орден Ленина (29.06.1966)
- другие медали.